# Praomys obscurus
Praomys obscurus es una especie de roedor de la familia Muridae.

## Distribución geográfica
Se encuentra  sólo en Nigeria.

## Hábitat
Su hábitat natural son: zonas subtropicales o tropicales,   montañas.

## Estado de conservación
Se encuentra amenazada de extinción por la pérdida de su hábitat natural